# Megalomphalus azoneus
Megalomphalus azoneus is een slakkensoort uit de familie van de Vanikoridae. De wetenschappelijke naam van de soort is voor het eerst geldig gepubliceerd in 1865 door Brusina.